# Anderson Lim
Anderson Lim Chee Wei (chinesisch 安德森林志伟; kurz Anderson Lim; * 27. September 1995 in Bandar Seri Begawan, Brunei) ist ein bruneiischer Schwimmsportler, der vorwiegend in Freistil- bzw. Schmetterling-Disziplinen antritt.

## Leben und Karriere
Anderson Lim wurde im Jahre 1995 in der bruneiischen Hauptstadt Bandar Seri Begawan geboren und besuchte unter anderem von 2007 bis 2011 die etwas mehr als 20 Kilometer von seiner Geburtsstadt entfernte Jerudong International School in Jerudong. Bereits während dieser Zeit war Lim ein erfolgreicher Schwimmer, der bereits diverse nationale Rekorde in seiner Altersklasse bzw. im Erwachsenenbereich aufgestellt hatte. Im Jahr seines Abschlusses nahm er bei den Commonwealth Youth Games 2011 an den vier Disziplinen 50 Meter Schmetterling, 100 Meter Freistil, 100 Meter Schmetterling, sowie 200 Meter Schmetterling teil. Dabei erreichte er in 50 Meter Schmetterling und 100 Meter Freistil je einen 20. Platz sowie einen 16. Platz in 100 Meter Schmetterling und einen 12. Rang in 200 Meter Schmetterling. Noch im gleichen Jahr nahm er zwischen Mitte und Ende Juli als 15-Jähriger bei den Schwimmweltmeisterschaften 2011 an den Bewerben 200 m Freistil, sowie 400 m Freistil teil, wobei er es in beiden Wettbewerben nicht über die Seminfinals hinaus brachte.
Von Jerudong wechselte er an die private Universitätsvorbereitungs- und Internatsschule Bolles School nach Jacksonville, Florida. In der US-Schule gehörte er dem Bulldogs-Schwimmprogramm an und stellte als Mitglied dieses unter anderem im Mai 2012 einen neuen nationalen Rekord über 200 Meter Freistil auf, als er bei einem Wettkampf im FGCU Aquatics Centre eine Zeit von 2:05,63 min erschwamm und dabei seine im Vorjahr bei den Schwimmweltmeisterschaften in Shanghai erreichte Rekordzeit von 2:06,40 min übertraf. Bei diesem Turnier, das das letzte Qualifizierungs-Event zu den Olympischen Spielen 2012 darstellte, erreichte er insgesamt drei verschiedene persönliche Bestleistungen und nahm schließlich als Mitglied des dreiköpfigen bruneiischen Athletenaufgebots an der Olympiade in London teil. Bei der Eröffnungsfeier war Lim, der ab Oktober 2011 von Christian Manfred Bahr trainiert wurde, der Fahnenträger seines Heimatlandes und war mit seinen 16 Jahren zugleich der jüngste bruneiische Teilnehmer in der olympischen Geschichte Bruneis. Da das bruneiische Sultanat nur vier Akkreditierungen für das olympische Dorf erhielt, mussten die Akkreditierungen je nach Wettbewerb unter den persönlichen Trainer der bruneiischen Athleten getauscht werden, wobei Bahr am Tag des Schwimmwettkampfs den Teammanager Hj Besar Hj Omar ersetzte.
Bei den 30. Olympischen Spielen nahm der 1,66 m große Athlet an den Vorläufen zu 200 m Freistil teil, wobei er im Vorlauf 1 mit einer Zeit von 2:02,26 min einen neuen nationalen Rekord aufstellte, als Dritter von insgesamt drei Teilnehmern allerdings dennoch vom laufenden Wettbewerb ausschied. Im Gesamtklassement der 200 m Freistil belegte er dennoch nur den 40. und damit letzten Platz. Anfang Oktober 2012 nahm der Bruneier unter anderem an Kurzbahnmeisterschaften in Peru teil, wo er vier neue nationale Rekorde, sowie eine persönliche Bestleistungen in fünf verschiedenen Bewerben aufstellte. Im November 2012 gab der bruneiische Schwimmverband die Teilnahme Lims an den einen Monat später stattfindenden Kurzbahnweltmeisterschaften 2012 in Istanbul bekannt. Obgleich guter Leistungen bei den Kurzbahnweltmeisterschaften konnte er keine neuen Rekorde verzeichnen, war aber bei den 200 Meter Freistil mit 2:00,74 min nahe an einer persönlichen Bestleistungen und einem nationalen Rekord dran.
Im Jahr 2013 wechselte Lim schließlich, nachdem er es an der Bolles School noch zu mehreren nationalen Rekorden brachte, an die University of Rochester, wo er auch im Schwimmteam der UR YellowJackets in Erscheinung trat und es dabei auf ein solides Freshman-Jahr brachte. So erreichte er im Dezember 2013 in fünf Bewerben der Liberty League Championships Top-16-Platzierungen und gewann im Schuljahr 2013/14 unter anderem die Meisterschaften in der 4-mal-100-Meter-Freistilstaffel, wurde Vierter über 200 Meter Freistil, sowie Achter über 500 Meter Freistil und 200 Meter Schmetterling. Über 100 Meter Schmetterling reichte es bei den Schulmeisterschaften immerhin für einen neunten Platz. Des Weiteren nahm Anderson Lim von Ende Juni bis Anfang Juli 2013 an den vierten Asian Indoor & Martial Arts Games in Incheon, Südkorea, teil. Lim bestritt dabei die Disziplinen 100 Meter Schmetterling, 100 Meter Freistil, sowie 200 Meter Freistil, wobei er bei letztgenannter Disziplin seinen am 4. Oktober 2012 in Peru ausgestellten Nationalrekord von 2:00,50 min mit einer Zeit von 1:58,84 min deutlich übertraf und somit einen neuen bruneiischen Rekord aufstellte.